# Фуад Бацкович
Фуад Бацкович (босн. Fuad Backović; 12 квітня 1982), найбільш відомий як Дін (Deen)  — боснійський співак, який мешкає у Мілані, Італія.

## Біографія

### Музична кар'єра
Фуад Бацкович народився 12 квітня 1982 року в Сараєво. Коли йому було 12 років, він записав свою першу пісню. У 1997—2011 роках співак був у складі гурту Seven Up, з яким він багато гастролював по країнах колишньої Югославії. Гурт випустив два альбоми — «Otvori oči» і «Seven». 1998 року Фуад співав з різними оперними хорами.
2003 співак записав свій перший сольний альбом під назвою Ja sam vjetar zaljubljeni.

### Євробачення
Дін багато разів намагався представляти Боснію і Герцеговину на Євробаченні.
Перша спроба відбулася 1999 року, коли співак був солістом «Seven Up». Тоді гурт зайняв на національному відборі третє місце. 2001 року співак знову намагається попасти на Євробачення, але тоді посів сьоме місце серед дев'ятнадцяти конкурсантів нац. відбору. Після цього Дін обіцяє, що він більше ніколи не буде брати участь у відборах BH Eurosong. Але 2003 року він у третій раз намагається їхати на Євробачення, але й цього року безуспішно.
Нарешті, 2004 року він був обраний Боснійською Радіо і Телекомпанією представляти Боснію і Герцеговину на Євробаченні 2004 у Стамбулі, Туреччина, із піснею «In the Disco». На конкурсі Дін займає 9 місце.
25 листопада 2015 року Фуад Бацкович разом з боснійською співачкою Далал Мідхат-Талакич, хіп-хоп виконавцем Ялою і хорватською віолончелісткою Аною Руцнер були обрани як представники Боснії і Герцеговини на Євробаченні 2016 у Стокгольмі, Швеція. Їхня конкурсна пісня, «Ljubav je», була представлена 19 лютого 2016 року.

## Особисте життя
Мешкає у Лос-Анджелесі. Станом на 2024 рік перебував у стосунках зі своїм американським бойфрендом Віллом Фірсоном III